# Rouille (oxyde)
Pour les articles homonymes, voir Rouille.

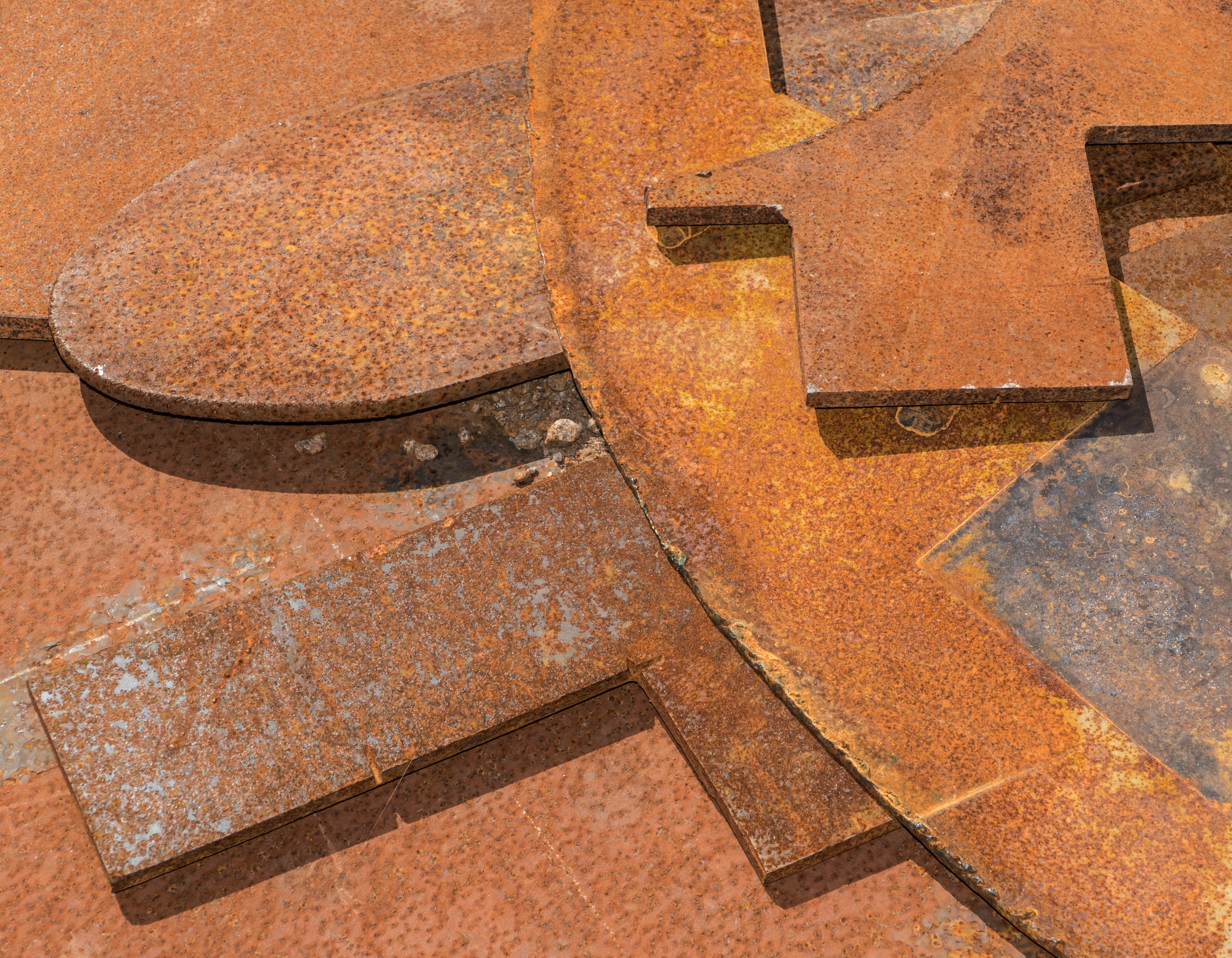
Ferraille rouillée.

La rouille est la substance de couleur brun-rouge formée quand des composés contenant du fer se corrodent en présence de dioxygène et d'eau. C'est une réaction d'oxydation lente qui aboutit à la formation d'oxydes ou d'hydroxydes plus ou moins hydratés et mal cristallisés, dont le plus stable est l'hématite.
La rouille est donc un mélange complexe composé d'oxydes et d'hydroxydes de fer.
Le fer métallique obtenu par un traitement (réduction) du minerai rouge contenant des oxydes de fer, dans des hauts fourneaux, tend à retourner à l'état oxydé une fois exposé à l'air et à l'eau.

## Mécanisme probable de formation
Le processus de formation de la rouille peut être décomposé en trois étapes de base : 
- la formation d'hydroxyde de fer(II) [Fe(OH)2] par action sur le fer des ions hydroxyde conjointement formés par réaction du dioxygène de l'air avec l'eau (réaction d'oxydoréduction) ;
- l'oxydation des ions fer(II) en hydroxyde de fer(III) sous l'action du dioxygène de l'air ;
- finalement, la transformation spontanée de ce solide en oxyde de fer(III) hydraté.

### Réactions associées

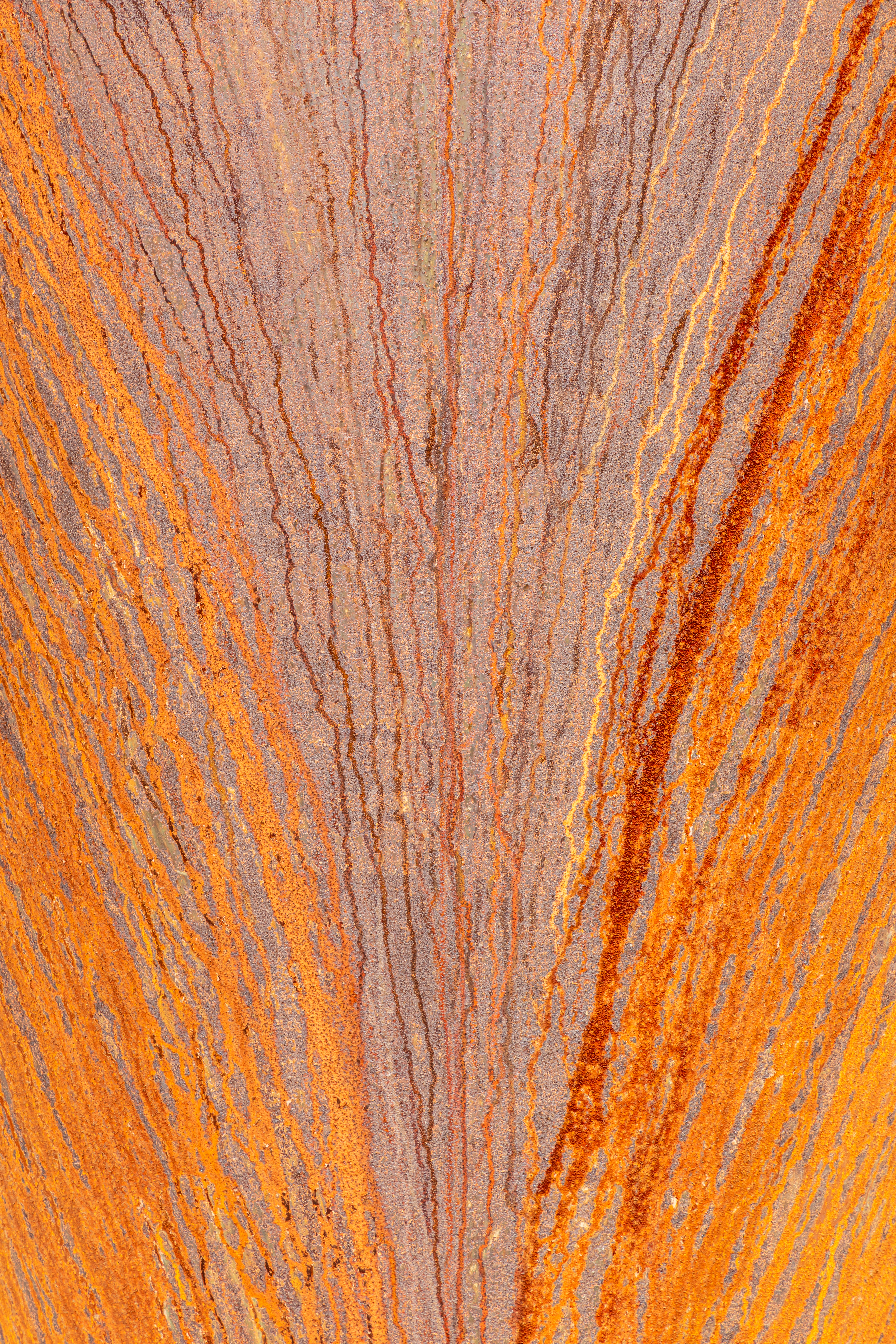
Sur ce tuyau, la formation de rouille correspond à l'écoulement de l'eau. Cette dernière intervient en effet dans la réaction chimique formant la rouille.

Quand le fer (y compris celui constituant l'acier) entre en contact avec l'eau, un processus électrochimique lent commence. Sur la surface du métal, du fer (état d'oxydation : 0) est oxydé pour passer à l'état d'oxydation II :
Fe + 2OH− → Fe(OH)2 + 2e−,
pendant que le dioxygène de l'air (degré d'oxydation 0) est réduit en ion hydroxyde :
2H2O + O2 + 4e− → 4OH−.
Lors de la seconde étape (quasi instantanée), l'hydroxyde de fer(II) est rapidement oxydé en hydroxyde de fer(III) selon la réaction :
4Fe(OH)2 + 2H2O + O2 → 4Fe(OH)3.
Finalement, cet hydroxyde de fer(III) se transforme spontanément en oxyde de fer(III) hydraté selon l'équation-bilan :
2Fe(OH)3 → Fe2O3 + 3H2O.
Par conséquent, la nécessité de la présence d'eau liquide, qui intervient à chaque étape de la réaction chimique, est comprise. La corrosion tend à progresser plus rapidement dans l'eau de mer que dans l'eau douce, cette dernière étant bien moins conductrice. En effet, l'eau de mer (solution saline) permettant la conduction électrique, favorise les déplacements ioniques et les réactions d'oxydoréduction y ont un meilleur rendement. La formation de la rouille est également accélérée en présence d'acides (pour la même raison), mais empêchée par l'action de surface de l'acide nitrique, c'est la passivation. La rouille possède l'extrême inconvénient de fragiliser les structures qu'elle attaque. En effet, le fer sain y est remplacé par l'oxyde de fer(III), qui lui est friable, poreux et mauvais conducteur. Si le phénomène de formation de la rouille peut être stoppé par électrolyse, les parties corrodées de cet objet ne pourront toutefois pas être reconstituées par cette méthode.
Lorsqu'il est question de rouille, la corrosion du fer est désignée en premier lieu, mais dans la vie quotidienne, il s'agit généralement de la corrosion de l'acier, bien plus utilisé de nos jours que le fer pur.
Il est également question de rouille blanche et de rouille verte pour désigner des composés du fer qui se forment lors de la corrosion.

## Risques

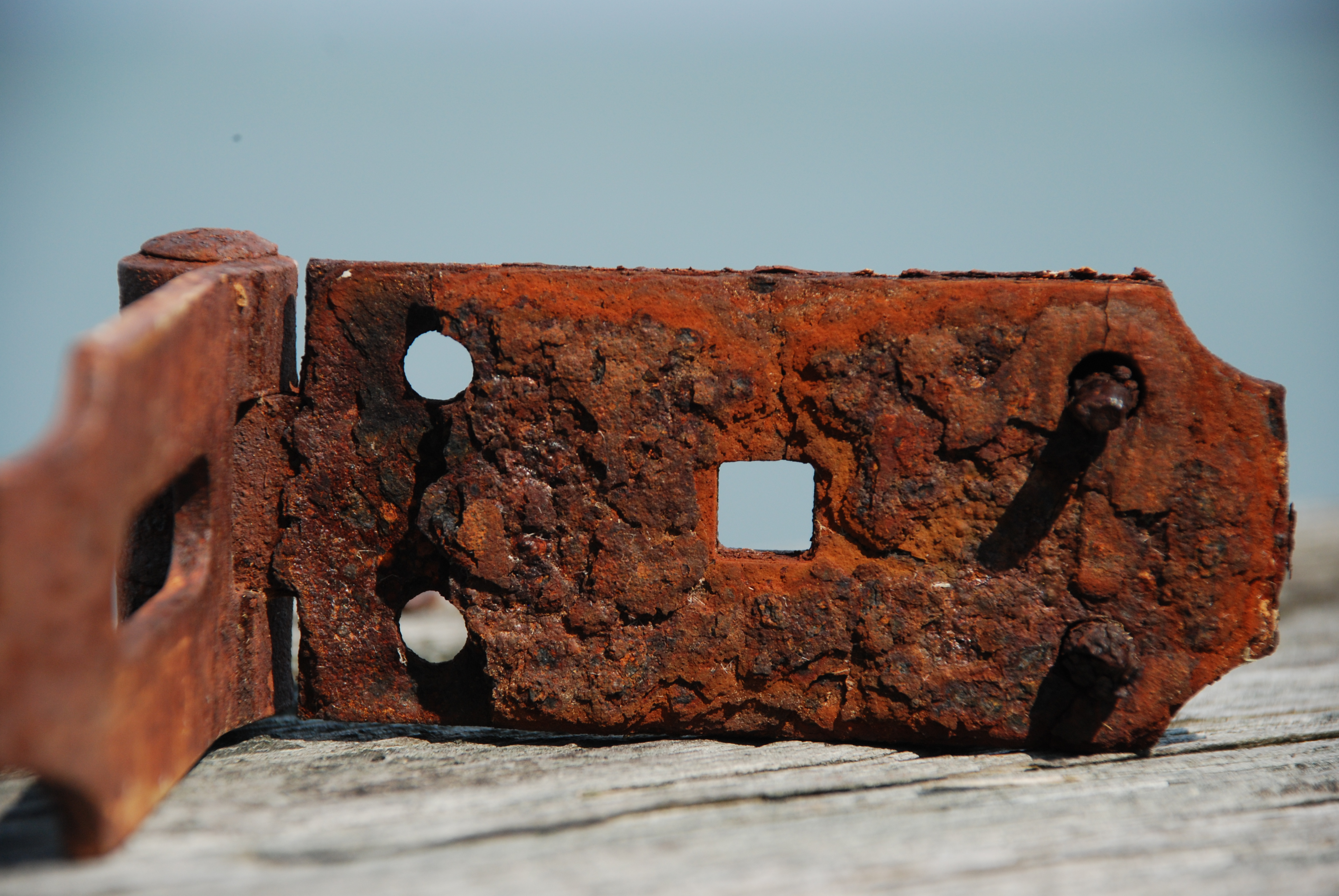
La rouille affecte le fonctionnement de mécanismes en fer, tels que cette charnière.

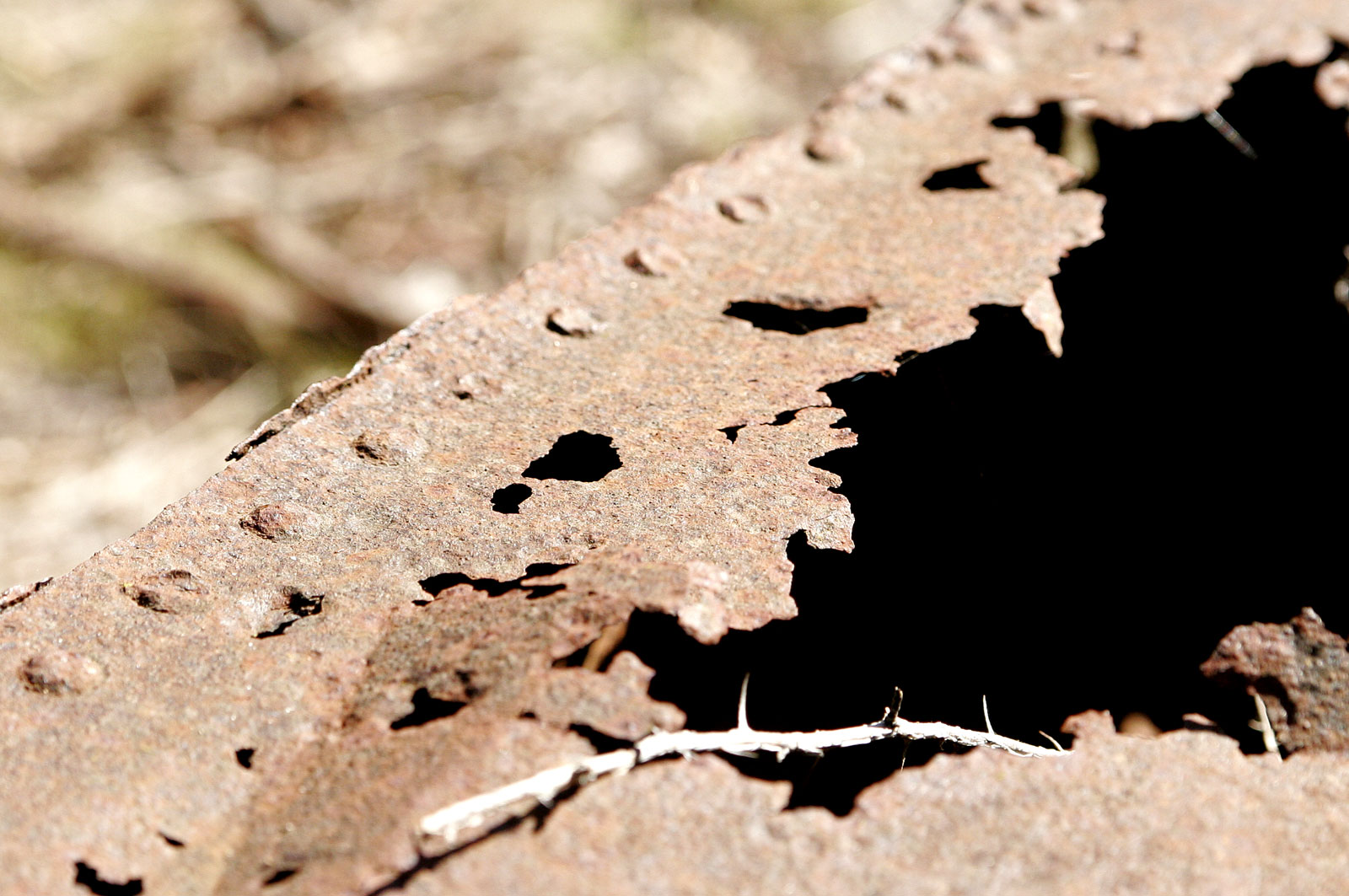
Tôle partiellement déchirée après avoir été fragilisée par la rouille.

- La rouille est signe de corrosion et donc de fragilisation de matériaux en fer ou acier, ou de mauvais fonctionnement d'outils, de machines ou de matériels corrodés.

- La formation de grandes quantités de rouille implique une consommation importante d'oxygène. Dans certains cas, dont dans les cales d'un navire ou dans une enceinte fermée contenant une grande quantité de métal en train de rouiller, l'atmosphère peut ainsi devenir anoxique et source d'asphyxie rapide[2].
- La couche de rouille occupant plus de volume que le fer duquel elle est issue, cela provoque l’éclatement des pierres ou du béton dans lesquels sont scellés des objets en fer (gonds, pitons, crochets, armature).

## Protection
Les objets en acier jouant des fonctions importantes voire vitales, la protection contre la rouille (et contre la corrosion en général) est un enjeu industriel et de sécurité important pour notre époque. Cette protection se fait souvent par dépôt de zinc (galvanisation). Il est aussi possible d'utiliser de l'huile ou de la graisse pour protéger certains objets, notamment des pièces mobiles telles que la chaîne d'une bicyclette. Des peintures antirouille existent aussi.

## Objets calcinés

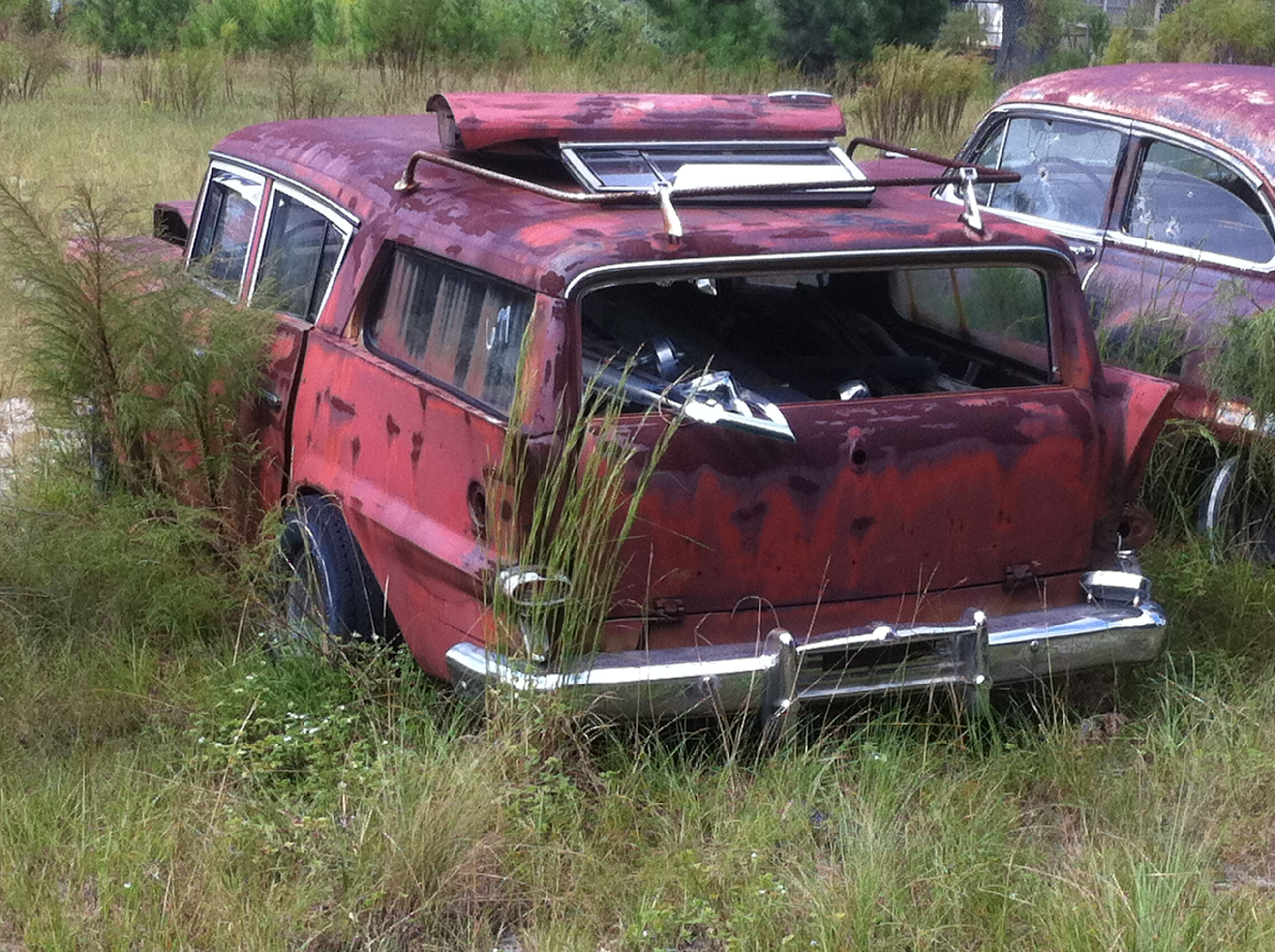
Voiture abandonnée. La rouille très présente au niveau du toit (là où tombe l'eau de pluie) est relativement absente sur les côtés de la carrosserie, notamment à cause de la peinture présente qui empêche la rouille de progresser.

Lorsqu'un objet en acier est soumis au feu, il rouille ensuite très rapidement (exemple : une voiture brûlée). Cela s'explique par le fait que ce n'est pas l'objet lui-même qui a brûlé, mais ce qui le recouvre et le protégeait (sur une voiture, la peinture). Après l'incendie, le métal se retrouve à l'air libre (sans protection) et rouille rapidement.